# Stirling Albion Football Club
Lo Stirling Albion Football Club, meglio noto come Stirling Albion, è una società calcistica scozzese con sede nella città di Stirling. Milita in Scottish League Two, il quarto livello del campionato scozzese.

## Storia
Fu fondato nel 1945 sulle ceneri del predecessore King's Park, club che aveva partecipato alla Scottish Division Two nel periodo tra le due guerre. Lo Stirling Albion partì dalla Scottish Division C, che vinse già al primo anno ottenendo la promozione in Division B. Due anni dopo, nel 1949, arrivò secondo dietro al Raith Rovers e raggiunse la Division A. 
Fu la prima di una lunga successione di promozioni e retrocessioni che resero il club noto a quei tempi come "squadra ascensore": dal 1950 al 1968 arrivò sei volte ultimo (e una volta penultimo) in massima serie, che non riuscì mai a mantenere per più di tre stagioni consecutive, registrando come miglior piazzamento il 12º posto nella Division One 1958-59; d'altra parte vinse per quattro volte la Division Two (1953, 1958, 1961, 1965) e in due occasioni si classificò secondo. La Division One 1967-68 fu l'ultima stagione in massima serie per lo Stirling Albion, sebbene negli anni successivi andò vicino a una nuova promozione.
Con la riforma dei campionati, nel 1975 fu relegato nella nuova terza serie, la Second Division. Riuscì a prendersi un posto in First Division nel 1977 e vi rimase fino alla retrocessione del 1981. Trascorse il resto degli anni ottanta in Second Division, sfiorando un paio di volte il ritorno in First Division, prima di centrarlo nel 1991. Tre anni più tardi ridiscese in Second Division, poi fu di nuovo promosso nel 1996, retrocedendo dopo altri due anni. 
Scese per la prima volta in Third Division nel 2001, da cui risalì nel 2004. Nel 2007 si classificò secondo in Second Division e ritornò in First Division, ma restò solo per la stagione 2007-08, conclusa all'ultimo posto. Ripromosso nel 2010, anche in questo caso mantenne la First Division per un solo anno (2010-11). Nella stagione successiva retrocesse ancora finendo in Third Division. Nel 2014, quando la serie prese il nome di Scottish League Two, lo Stirling Albion vinse i play-off contro Annan Athletic ed East Fife e salì in League One, ma retrocesse già un anno dopo. Ha trascorso le stagioni successive in League Two fino alla vittoria del campionato 2022-23, ma anche in questo caso la permanenza in League One è stata solo per la stagione 2023-24, terminata al nono posto e con la sconfitta ai play-out subita contro il Dumbarton.

## Organico

### Rosa 2023-2024
| N. |                        | Ruolo | Calciatore      |
| -- | ---------------------- | ----- | --------------- |
| 1  | Scozia (bandiera)      | P     | Blair Currie    |
| 2  | Scozia (bandiera)      | D     | Ross McGeachie  |
| 3  | Scozia (bandiera)      | D     | Cammy Clark     |
| 4  | Scozia (bandiera)      | D     | Paul McLean     |
| 5  | Scozia (bandiera)      | D     | Jordan McGregor |
| 6  | Inghilterra (bandiera) | D     | Adam Cummins    |
| 7  | Scozia (bandiera)      | C     | Rudi Molotnikov |
| 8  | Scozia (bandiera)      | D     | Ross Davidson   |
| 9  | Scozia (bandiera)      | A     | Dale Carrick    |
| 10 | Scozia (bandiera)      | C     | Jack Leitch     |
| 12 | Scozia (bandiera)      | D     | Kyle Banner     |

| N. |                        | Ruolo | Calciatore    |
| -- | ---------------------- | ----- | ------------- |
| 14 | Scozia (bandiera)      | D     | Jordan Wyles  |
| 15 | Scozia (bandiera)      | C     | Kieran Moore  |
| 16 | Scozia (bandiera)      | C     | Josh McPake   |
| 18 | Inghilterra (bandiera) | D     | Sam Bird      |
| 19 | Scozia (bandiera)      | A     | Kieran Offord |
| 21 | Scozia (bandiera)      | C     | Josh Cooper   |
| 22 | Scozia (bandiera)      | A     | Greig Spence  |
| 24 | Scozia (bandiera)      | C     | Lewis Milne   |
| 25 | Scozia (bandiera)      | A     | Dale Hilson   |
| 27 | Scozia (bandiera)      | P     | Mark Weir     |
| 30 | Scozia (bandiera)      | A     | Callum Crane  |

## Palmarès

### Competizioni nazionali
- Scottish Championship: 4

1952-1953, 1957-1958, 1960-1961, 1964-1965
- Scottish League One: 5

1946-1947, 1976-1977, 1990-1991, 1995-1996, 2009-2010
- Scottish League Two: 1

2022-2023

### Altri piazzamenti
- Scottish Championship:

Secondo posto: 1948-1949, 1950-1951
Terzo posto: 1971-1972, 1972-1973
- Scottish League One:

Secondo posto: 2006-2007
Terzo posto: 1986-1987, 1989-1990, 1994-1995
- Scottish League Two:

Secondo posto: 2003-2004
Terzo posto: 2013-2014, 2017-2018

## Statistiche e record

### Partecipazione ai campionati
| Livello | Categoria                | Partecipazioni | Debutto   | Ultima stagione | Totale |
| ------- | ------------------------ | -------------- | --------- | --------------- | ------ |
| 1°      | Scottish Division A      | 1              | 1949-1950 | 1949-1950       | 11     |
| 1°      | Scottish Division One    | 10             | 1951-1952 | 1967-1968       | 11     |
| 2°      | Scottish Division B      | 3              | 1947-1948 | 1950-1951       | 28     |
| 2°      | Scottish Division Two    | 14             | 1952-1953 | 1974-1975       | 28     |
| 2°      | Scottish First Division  | 11             | 1977-1978 | 2010-2011       | 28     |
| 3°      | Scottish Division C      | 1              | 1946-1947 | 1946-1947       | 26     |
| 3°      | Scottish Second Division | 23             | 1975-1976 | 2011-2012       | 26     |
| 3°      | Scottish League One      | 2              | 2014-2015 | 2023-2024       | 26     |
| 4°      | Scottish Third Division  | 4              | 2001-2002 | 2012-2013       | 14     |
| 4°      | Scottish League Two      | 10             | 2013-2014 | 2024-2025       | 14     |